# Kongenshus Mindepark
Kongenshus med det fulde navn Kongenshus Mindepark for Hedens Opdyrkere (Kongenshus Hede) er en mindepark for opdyrkerne af heden i Jylland. Parken ligger 25 kilometer sydvest for Viborg (Resen Sogn, Fjends Herred). Det var Hedeselskabet, som i 1942 opkøbte det cirka 1.200 hektar store område med uopdyrket hede, som i dag udgør mindeparken. Parken åbnede den 10. juni 1953.
I Kongenshus finder man Mindedalen med 39 herredssten omgivet af tilsvarende sognesten med navnene på 1.200 hedeopdyrkere samt deres hustruer. Ved de fleste navne står manden med efternavn, med konens fornavn under. Mindedalen munder ud i en mødeplads omgivet af sten med navnene på personer, der havde særlig betydning for hedeopdyrkningen, eksempelvis Ludvig von Kahlen og Jens Jensen (hedeopdyrker)
For parkens indretning stod landskabsarkitekt C.Th. Sørensen (1893-1979) og arkitekt Hans Georg Skovgaard (1898-1969).

## Rensdyr på heden
Området var fra 1913 og cirka 10 år frem en velbesøgt turistattraktion, da købmand Hans Dall lod 400 rensdyr transportere dertil fra Lapland sammen med en samefamilie. Imidlertid blev dyrene ramt af sygdom, og i 1923 var der kun tre rener tilbage.
- Sognesten.
- Mindesten ved mødepladsen.

## Naturbeskyttelse
1.300 hektar af Kongenshus Hede blev fredet i 1953  Mindeparken er en del af Natura 2000-område nr. 40 Karup Å, Kongenshus og Hessellund Heder.

## Herredssten
- Nørlyng Herred

## Ekstern henvisning
- Kongenshus
- Mindesten på Kongenshus Mindepark. Danske kirkegårde

56°22′44″N 9°9′30″Ø / 56.37889°N 9.15833°Ø